# Учитељска школа у Крагујевцу
Учитељска школа у Крагујевцу прва је школа те врсте у Србији. Основана је 19. октобра 1870. године, након што је Народна скупштина која је у то време заседала у Крагујевцу, изгласала Закон о учитељској школи. Школа је почела да ради на Светог Саву 1871, а Прва школска година завршена је 26. јуна 1871. године, када је обављен и завршни испит. За првог управника постављен је Петар Карић из Стојника Јасеничког, који се школовао у Русији.
Учитељска школа се може сматрати једном од претеча високог школства у Крагујевцу, поред Гимназије (основане 1833), Лицеја (основаног 1838) и Војнозанатлијска школа (основана 1854).

## Оснивање школе
Народна скупштина, која је тада заседала у Крагујевцу, разматрала је пројекат Закона о учитељској школи који је поднео Димитрије Матић, тадашњи министар просвете. Скупштина је 5. октобра 1870. године изгласала Закон, а школа је била искључиво мушка. Након тога се приступило оснивању и школа је основана 19. октобра 1870. године.
Прва школска година започела је 27. јануара (на Светог Саву), а завршена је 26. јуна 1871. године, када је обављен и завршни испит. Први управник Учитељске школе у Крагујевцу био је Петар Карић из Стојника Јасеничког, који се школовао у Русији. Он је за управника постављен, Указом кнеза Михаила Обреновића, 3. новембра 1870. године.

## Почетак наставе
Конкурс за упис ђака објављен је у Новинама србским. Места је било за 25 ученика, а услови су били следећи: „да су навршавали 16 година а нису старији од 20, да су свршили четири разреда Гимназије, да су без икаквих телесних мана ... и да су доброг владања”. Иако се на конкурс јавило много више кандидата, 25 одабраних почело је 19. октобра 1870. године да похађа наставу. Школа се налазила у једној згради на левој обали Лепенице. Била је уређена интернатски, а трошкове школовања и исхране ученика сносила је држава. Школовање је трајало две и по године.
Прва генерација учитеља завршила је школовање јуна 1873. године. Нови учитељи упућени су на службу широм Србије. Неки свршени ученици Учитељске школе из Крагујевца наставили су даље школовање у иностранству. Тако су многи из те прве генерације оставили учитељски позив и постали државници, писци и познати јавни и културни радници.

## Затварање школе
У октобру 1874. године избила је побуна ученика школе због тога што је управа одбила да ученицима набави зимска одела и „шлофјанке”. Један ученик, коловођа побуне, искључен је из школе, а остали су из солидарности одбили да похађају наставу. Полиција је због побуне окривила осам ученика и задржала их у затвору двадесет дана.
Догађаји који су се 1876. године десили у Крагујевцу нису мимоишли ни ученике ове школе. Они су узели активно учешће у демонстрацијама познатим под именом Црвено барјаче. Наредбом Министарства просвете разрешена су дужности четири наставника школе, тројица од њих су ухапшена, а два разреда Учитељске школе су затворена на неодређено време. Због тога су власти донеле одлуку да се Учитељска школа у Крагујевцу затвори.

### Женска учитељска школа
После извесног времена у Београду је отворена Мушка учитељска школа, која је премештена у Алексинац. У Крагујевцу је тада отворена Женска учитељска школа, а на чело школе постављена је управа некадашње Мушке учитељске школе. У прво време није то била права учитељска школа, већ Виша женска школа, где су вршене припреме за полагање учитељског испита. Од 1903. године Женска учитељска школа била је смештена у згради коју је граду завештао Милован Гушић и у којој ће касније бити Женска реална гимназија. Од 1906. године у школи се обавља учитељски испит зрелости. Први испит је положило 18 кандидаткиња. После балканских ратова Женска учитељска школа издвојена је од Више женске школе. То одвајање извршено је 1913. године а школа је смештена у Молеровићеву зграду. За директора је постављен Теодосије Бошковић. У Молеровићевој згради остала је све до 1928. године, када је подигнута нова зграда за школу.